# Hansa-Brandenburg W.12
Le Hansa Brandenburg W.12 est un hydravion à flotteurs biplan de la Première Guerre mondiale.